# Sonnay
Ne doit pas être confondu avec Château de Sonnay.
Sonnay est une commune française située dans le département de l'Isère, en région Auvergne-Rhône-Alpes.
Ce village de taille relativement importante se positionne dans le nord du département, non loin de la vallée du Rhône, entre Lyon et Valence, non loin de l'agglomération viennoise.
Ses habitants se nomment les Sonnayards (prononcez \sɔ.na.jaʁ\, \sɔ.na.jaʁd\ et non pas \sɔ.nɛ.jaʁ\, \sɔ.nɛ.jaʁd\).

## Géographie

### Situation et description
Cette petite commune située dans la partie septentrionale du département de l'Isère s'étend sur une surface presque carrée de 1 417 hectares dont 450 sont boisés.

### Géologie
Sur les hauteurs, le sol est très argileux tandis qu'en plaine il est plutôt sableux.

### Communes limitrophes
Au nord ouest de la commune, il existe un quadripoint où se rencontrent les territoires de Sonnay, Ville-d'Anjou, Saint-Romain-de-Surieu et La Chapelle-de-Surieu.

### Climat
Pour des articles plus généraux, voir Climat d'Auvergne-Rhône-Alpes et Climat de l'Isère.
En 2010, le climat de la commune est de type climat du Bassin du Sud-Ouest, selon une étude du Centre national de la recherche scientifique s'appuyant sur une série de données couvrant la période 1971-2000. En 2020, Météo-France publie une typologie des climats de la France métropolitaine dans laquelle la commune est dans une zone de transition entre le climat semi-continental et le climat de montagne et est dans la région climatique  Moyenne vallée du Rhône, caractérisée par un bon ensoleillement en été (fraction d’insolation > 60 %), une forte amplitude thermique annuelle (4 à 20 °C), un air sec en toutes saisons, orageux en été, des vents forts (mistral), une pluviométrie élevée en automne (250 à 300 mm). 
Pour la période 1971-2000, la température annuelle moyenne est de 11,9 °C, avec une amplitude thermique annuelle de 18,1 °C. Le cumul annuel moyen de précipitations est de 884 mm, avec 8,7 jours de précipitations en janvier et 5,9 jours en juillet. Pour la période 1991-2020, la température moyenne annuelle observée sur la station météorologique de Météo-France la plus proche, « Sablons », sur la commune de Sablons à 11 km à vol d'oiseau, est de 13,3 °C et le cumul annuel moyen de précipitations est de 805,2 mm,. Pour l'avenir, les paramètres climatiques de la commune estimés pour 2050 selon différents scénarios d'émission de gaz à effet de serre sont consultables sur un site dédié publié par Météo-France en novembre 2022.

### Hydrographie
La Sonne traverse la commune. Ce ruisseau prenait sa source au pied du Mont-Félix. Vers la fin du XVe siècle, cette source torrentielle prend soudainement un passage souterrain, ne laissant en surface qu’un faible débit.

## Urbanisme

### Typologie
Au 1er janvier 2024, Sonnay est catégorisée commune rurale à habitat dispersé, selon la nouvelle grille communale de densité à sept niveaux définie par l'Insee en 2022.
Elle appartient à l'unité urbaine de Sonnay, une agglomération intra-départementale regroupant trois  communes, dont elle est ville-centre,,. Par ailleurs la commune fait partie de l'aire d'attraction de Roussillon, dont elle est une commune de la couronne,. Cette aire, qui regroupe 27 communes, est catégorisée dans les aires de 50 000 à moins de 200 000 habitants,.

### Occupation des sols
L'occupation des sols de la commune, telle qu'elle ressort de la base de données européenne d’occupation biophysique des sols Corine Land Cover (CLC), est marquée par l'importance des territoires agricoles (72,6 % en 2018), en diminution par rapport à 1990 (79,8 %). La répartition détaillée en 2018 est la suivante : 
terres arables (41,6 %), zones agricoles hétérogènes (22,5 %), forêts (18,6 %), cultures permanentes (8,5 %), zones urbanisées (8,1 %), milieux à végétation arbustive et/ou herbacée (0,7 %). L'évolution de l’occupation des sols de la commune et de ses infrastructures peut être observée sur les différentes représentations cartographiques du territoire : la carte de Cassini (XVIIIe siècle), la carte d'état-major (1820-1866) et les cartes ou photos aériennes de l'IGN pour la période actuelle (1950 à aujourd'hui).

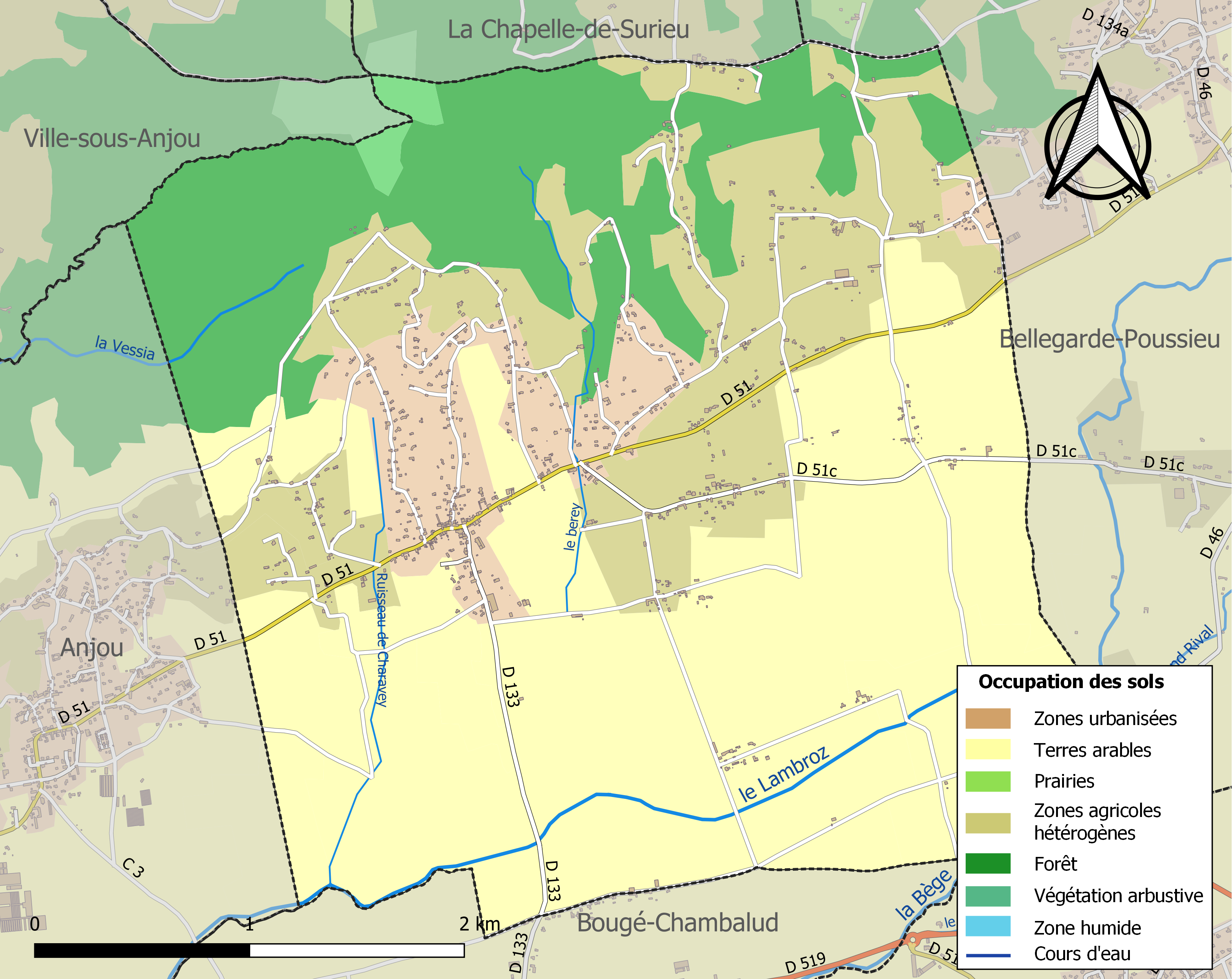
Carte des infrastructures et de l'occupation des sols de la commune en 2018 (CLC).

### Risques naturels et technologiques majeurs

#### Risques sismiques
La totalité du territoire de la commune de Sonnay est située en zone de sismicité n°3 (sur une échelle de 1 à 5), comme la plupart des communes de son secteur géographique.
| Type de zone | Niveau            | Définitions (bâtiment à risque normal) |
| ------------ | ----------------- | -------------------------------------- |
| Zone 3       | Sismicité modérée | accélération = 1,1 m/s2                |

## Toponymie
L’étymologie du nom du village a plusieurs interprétations, mais dans son ensemble, le mot « SONNAY » indique une présence d’eaux. En l'occurrence « Sonne » pour le ruisseau ou torrent, suivi du suffixe « ay » synonyme de « hydro », « aygues » d'origine grecque. C’est le ruisseau ou torrent la Sonne qui a donné son nom à notre paroisse et à partir de 1795 à la commune.

## Histoire
À l'époque romaine, la « Sône » (sonitus aquaé) désigne le murmure de l’eau.
De l'an IV à l'an XIII de la République, la commune de Sonnay fait partie du canton de Chanas. Ensuite et encore aujourd'hui, elle est intégrée au canton de Roussillon.

## Politique et administration

### Liste des maires
| Période                                  | Période   | Identité          | Étiquette | Qualité |
| ---------------------------------------- | --------- | ----------------- | --------- | ------- |
| maire en 1968                            | 2001      | G. Corsat         | DVD       |         |
| mars 2001                                | mars 2014 | Alain Gelas       | DVD       |         |
| mars 2014                                | En cours  | M. Claude Lhermet | SE        | Cadre   |
| Les données manquantes sont à compléter. |           |                   |           |         |

## Population et société

### Démographie
L'évolution du nombre d'habitants est connue à travers les recensements de la population effectués dans la commune depuis 1800. Pour les communes de moins de 10 000 habitants, une enquête de recensement portant sur toute la population est réalisée tous les cinq ans, les populations de référence des années intermédiaires étant quant à elles estimées par interpolation ou extrapolation. Pour la commune, le premier recensement exhaustif entrant dans le cadre du nouveau dispositif a été réalisé en 2008.

En 2022, la commune comptait 1 255 habitants, en évolution de +1,37 % par rapport à 2016 (Isère : +3,07 %, France hors Mayotte : +2,11 %).
| 1800 | 1806 | 1821 | 1831 | 1836 | 1841 | 1846 | 1851 | 1856 |
| ---- | ---- | ---- | ---- | ---- | ---- | ---- | ---- | ---- |
| 396  | 666  | 716  | 762  | 810  | 853  | 901  | 937  | 904  |

| 1861 | 1866 | 1872 | 1876 | 1881 | 1886 | 1891 | 1896 | 1901 |
| ---- | ---- | ---- | ---- | ---- | ---- | ---- | ---- | ---- |
| 885  | 867  | 867  | 856  | 776  | 790  | 760  | 771  | 753  |

| 1906 | 1911 | 1921 | 1926 | 1931 | 1936 | 1946 | 1954 | 1962 |
| ---- | ---- | ---- | ---- | ---- | ---- | ---- | ---- | ---- |
| 754  | 751  | 697  | 696  | 689  | 675  | 620  | 645  | 662  |

| 1968 | 1975 | 1982 | 1990 | 1999 | 2006  | 2008  | 2013  | 2018  |
| ---- | ---- | ---- | ---- | ---- | ----- | ----- | ----- | ----- |
| 622  | 636  | 689  | 853  | 959  | 1 210 | 1 282 | 1 252 | 1 243 |

| 2022  | - | - | - | - | - | - | - | - |
| ----- | - | - | - | - | - | - | - | - |
| 1 255 | - | - | - | - | - | - | - | - |

### Enseignement
La commune est rattachée à l'académie de Grenoble.

### Médias
Historiquement, le quotidien à grand tirage Le Dauphiné libéré consacre, chaque jour, y compris le dimanche, dans son édition du Nord-Isère, un ou plusieurs articles à l'actualité du canton et quelquefois de la commune, ainsi que des informations sur les éventuelles manifestations locales, les travaux routiers, et autres événements divers à caractère local.

## Culture et patrimoine

### Lieux et monuments
- Église Saint-Clair de Sonnay

Lieu-dit Sainte-CatherineCe quartier était très fréquenté à l’époque romaine du fait de sa source abondante. De cette source coulait l’eau qui alimentait les thermes romains. Nommée plus tard « Sainte-Font » à cause de ses vertus contre « la jaunisse et les fièvres intermittentes », l’appellation deviendra Sainte-Catherine lors de la construction de l’oratoire (vers 1845). Ce dernier indiquerait la croisée de deux rivières souterraines. De nos jours, seuls les écrits, l’oratoire et notre blason nous rappellent qu’il y a 17 siècles notre village était pourvu d’une station thermale.
Maison Berthonconstruite au XVIIe siècle, sous le règne de Louis XIV, elle a conservé son aspect d’origine. Cette bâtisse pourvue à l'origine de deux porches était un relais de diligences.
Le moulin à huilesitué au cœur du village, il a été exploité jusqu'en 1931 par Alphonse Modion, puis pendant quelques années par son fils Armand. Décédé récemment[Quand ?], celui-ci a fait vœu de léguer son moulin à la commune. Durant la dernière guerre mondiale, le moulin a fonctionné de manière clandestine, et on en retirait notamment le "gruau" permettant de nourrir le bétail. La remise en état de ce site a fait l'objet d'un chantier de jeunes. Une quinzaine de jeunes de différentes nationalités se sont affairés à nettoyer le pressoir et la meule de plusieurs tonnes et à reconstruire la chaudière. Il est ouvert au public depuis 2002.
Le télégrapheBelvédère au point culminant du village (402 m) où une station télégraphique, outil de communication révolutionnaire pour l’époque, était implantée de 1821 à 1852. De par son altitude, ce site a connu la présence d'un ancien "télégraphe" aujourd'hui disparu.
Il a toutefois laissé son nom à ce quartier. De la table d'orientation, la vue est dégagée sur 270 degrés, du Mont Blanc au Mont Pilat, avec un panorama des Alpes, du Vercors, des collines de la Drôme et du Vivarais. L'aménagement de ce site a débuté lors d'un chantier international de jeunes en 2002, chantier qui a également permis de créer le sentier pédestre « Sur les traces du télégraphe ». La table d'orientation a été posée le 12 juillet 2005. Possibilité également de rejoindre le chemin de Saint-Jacques-de-Compostelle.

### Personnalités liées à la commune
Aucune personnalité n'est née dans la commune de Sonnay pour le moment.

### Héraldique

Il comporte trois éléments :
- Un dauphinemblème de la province vendue en 1349 par le dernier dauphin de Viennois (Humbert II) au roi de France à la condition que le gouverneur de ses terres soit le fils aîné du roi. Le Dauphiné devint par la suite l’apanage de l’héritier du trône de France qui prit alors le titre de dauphin.
Il semblerait que la région ait hérité son nom de défauts de prononciation et de transcription du mot « Delphini », surnom donné aux assiégeants de Delphes en Macédoine (590 av. J.-C.), dont les descendants se seraient installés dans notre région.
- Un bâtimentreprésentant les thermes romains de SONNAY.
- La Vierge noiredu quartier le Plan telle qu’on la voit aujourd'hui dans un château de l’Ain. La légende raconte que cette statue de bois retrouvée un jour par un laboureur fut déposée dans une maison au quartier du Plan. Lorsque le propriétaire voulut l’emmener chez lui à Anjou, les bœufs attelés au chariot transportant la statue refusèrent de passer les limites de la propriété. Elle ne put être déplacée que lorsqu’une copie en plâtre fut déposée dans la maison.